# فرودگاه کلارشولم اینداستریال
فرودگاه کلارشولم اینداستریال (به انگلیسی: Claresholm Industrial Airport) یک فرودگاه همگانی است که یک باند فرود آسفالت دارد و طول باند آن ۹۴۵ متر است. این فرودگاه در کشور کانادا قرار دارد و در ارتفاع ۱۰۱۳ متری از سطح دریا واقع شده‌است.